# 葛伟青
葛伟青（1977年4月25日—）生于上海，是一名中华人民共和国男子水球运动员以及女子水球教練員，司職守門員，身高1米85。
他曾跟隨中國隊奪得2006年亚洲运动会金牌，他還拿過第9、10、13、14届全运会冠军以及第7、8、9届亚洲锦标赛冠军。他還代表中國隊参加了2008年夏季奥林匹克运动会。
他還執教中國女子水球隊，並率隊奪得第17、18届亚运会冠軍以及第10届山亚锦赛冠军。